# Friona
Friona é uma cidade localizada no estado norte-americano de Texas, no Condado de Parmer.

## Demografia
Segundo o censo norte-americano de 2000, a sua população era de 3854 habitantes.
Em 2006, foi estimada uma população de 3716, um decréscimo de 138 (-3.6%).

## Geografia
De acordo com o United States Census Bureau tem uma área de
3,6 km², dos quais 3,6 km² cobertos por terra e 0,0 km² cobertos por água. Friona localiza-se a aproximadamente 1225 m acima do nível do mar.

## Localidades na vizinhança
O diagrama seguinte representa as localidades num raio de 44 km ao redor de Friona.